# Eusebio Escalante Bates
Eusebio Escalante Bates (1843 –1935) fue un empresario industrial y banquero mexicano que fue  uno de los más destacados integrantes de la oligarquía yucateca que se formó durante el auge económico que vivió la entidad a fines de siglo XIX y principios del siglo XX.
Hijo primogénito de Eusebio Escalante Castillo, un empresario yucateco que fue impulsor de la producción y comercialización del henequén a gran escala. A partir de la década de 1860 encabezó distintas casas comerciales y a partir de 1890 se convirtió en uno de los principales acaparadores e intermediadores del mercado de henequén en Yucatán. Se dedicó a la importación de maquinaria para la industrialización del henequén, mismas que posteriormente vendía a crédito a los hacendados. Su negocio bancario y cambiario alcanzó sumas respetables, aprovechando los fondos que manejaba en la exportación de henequén. Entre sus propiedades se encontraba una importante hacienda henequenera y azucarera: junto con Raymundo Cámara Luján se desempeñó como socio principal de la empresa agroindustrial "El Cuyo y Anexas, S. A.". Asimismo, en sociedad con Manuel Dondé Cámara fundó la Compañía de Tranvías de Mérida, y con Joaquín A. Peón, Nicanor Ancona y otros, regentó una línea de vapores. Finalmente, junto con su hijo, Nicolás Escalante Peón, fue propietario y administrador de Ferrocarriles Unidos de Yucatán.

## Biografía

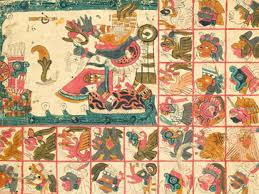
El Códice Pérez, un extenso documento compilado por el filólogo Juan Pío Pérez, que contiene una serie de copias fragmentarias de diversos libros del Chilam Balam, reunidas con el propósito de realizar los estudios cronológicos que emprendió este sabio investigador de la cultura maya en Yucatán. El documento fue propiedad de Carlos Peón Machado y después pasó a las manos de los Escalante Peón.

### Familia y Orígenes
Nació en Mérida, Yucatán, en 1843, hijo de Eusebio Escalante Castillo, un destacado empresario y hacendado, y María Josefa Bates Vera. Su abuelo, Juan Francisco Bates, había sido uno de los más ardientes sanjuanistas a principios del siglo XIX
La familia estuvo arraigada en distintos puntos del interior del estado antes de establecerse en la ciudad de Mérida.

### Matrimonio y Descendencia
En 30 de enero de 1869, se casó con Nicolasa Peón Machado, hija de Felipe Peón Maldonado, hacendado yucateco, y María Jesús Machado Machado. La familia Peón era una conocida dinastía de hacendados que se había establecido en la península de Yucatán en el siglo XVIII, logrando probar su hidalguía en épocas de la colonia; conservando sus heredades coloniales, durante la segunda mitad del siglo XIX, las transformaron en henequeneras.
El cuñado de Escalante Bates fue Carlos Peón Machado, un político liberal, de tendencia jacobina, que sería gobernador de Yucatán entre 1894 y 1897.Peón Machado era propietario de la Hacienda Temozón, una de las más importantes de la península; asimismo, fue heredero del Códice Pérez, mismo que le legaría a Nicolasa, su hermana. De esta forma, el Códice Pérez permaneció en manos de la familia Escalante Peón y Escalante Guerra antes de pasar a manos de la familia Pino Cámara. 
El matrimonio Escalante Peón procreó ocho hijos: cinco varones y tres mujeres.
Cabe señalarse que Patricio Escalante Guerra, nieto de Escalante Bates, se casó con Cordelia Pino Cámara, que era hija menor de María Cámara Vales y de José María Pino Suárez, vicepresidente de la República entre 1911 y 1913

## Trayectoria

### Los Escalante y el Henequén

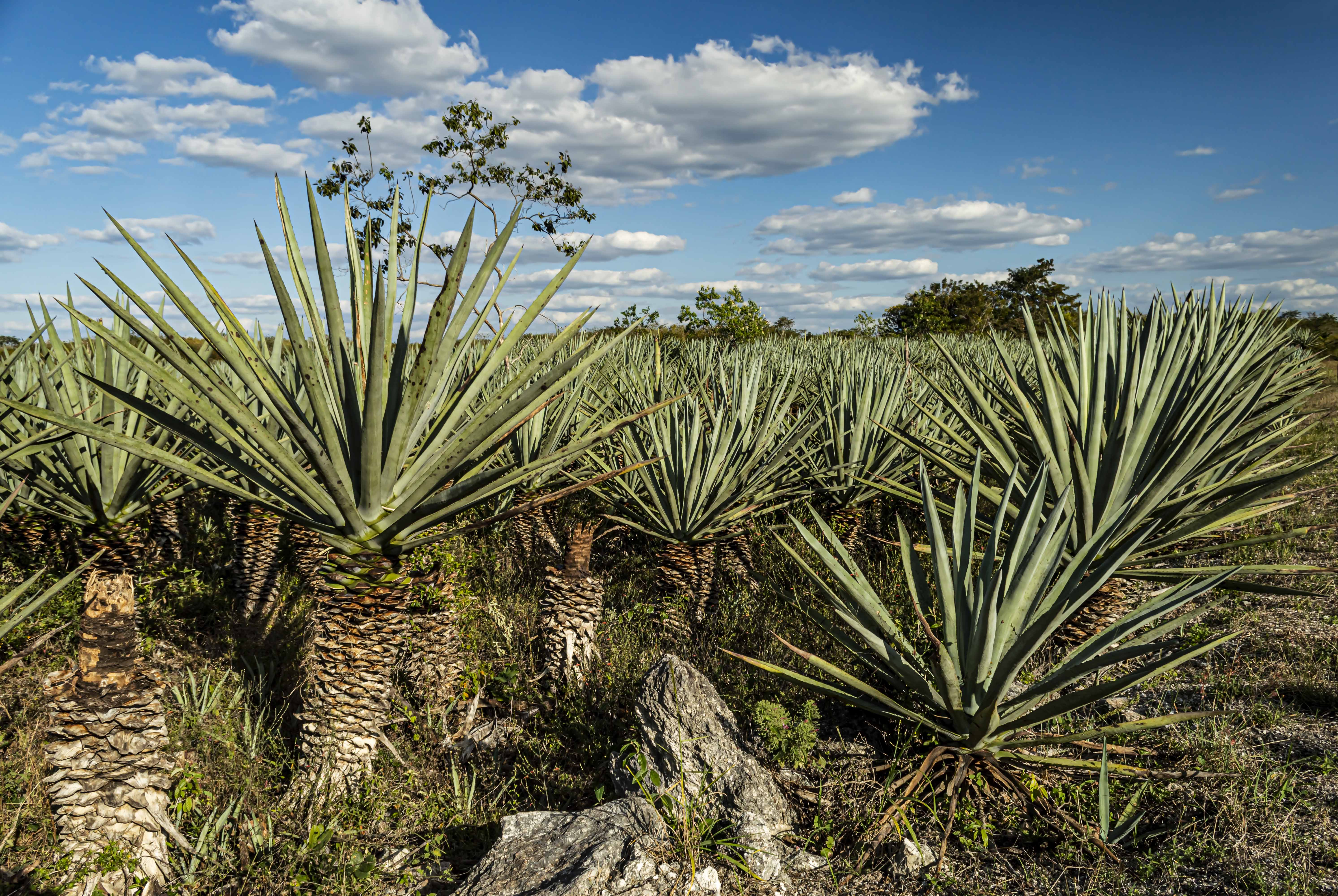
Plantío de Henequén

La trayectoria de Escalante Bates no se puede entender sin entender el legado de su padre, que fue el principal impulsor de la industria del henequén durante el siglo XIX. El auge henequenero que él promovió transformaría a Yucatán en el estado más rico e industrializado de todo el país a principios del siglo XX; entre 1870 y 1920, el henequén comprendió casi el 20 % de las exportaciones totales de México lo cual lo hacía el segundo producto mexicano exportable más importante después de los metales preciosos. En contraste con otras plantaciones en América Latina, los empresarios yucatecos mantenían el control sobre la tierra, el capital físico y la infraestructura de transportes.
En la visión de Eusebio Escalante Castillo, el progreso material de Yucatán encarnó en el desarrollo de la industria del henequén, para lo cual era necesario contar con la infraestructura adecuada. Era necesario, pues, que se cumplieran cinco condiciones primordiales:  el desarrollo tecnológico del desfibrado del henequén; la creación de capitales; la demanda en el exterior;  la habilitación del puerto de Progreso; y la presencia del ferrocarril.
Desde mediados del siglo XIX hasta el siglo XX, los Escalante trabajarían desde la iniciativa privada para asegurar que el Estado cumpliera con estas condiciones. Cabe destacarse que esta labor se completó de la mano de otros capitalistas como fueron José María Ponce Solís, Raymundo Cámara Luján y, su rival, Olegario Molina Solís.
Explotando sus relaciones con los banqueros de Wall Street, particularmente con Thebaud Brothers, Escalante Castillo había conseguido el financiamiento que los hacendados henequeneros requerían para la producción. Su casa exportadora se convirtió en la principal intermediaria en la exportación de henequén. Con el paso de los años, otras casas exportadoras exitosas copiarían el mismo esquema que había establecido Escalante Castillo, llegando a convertirse en competidoras importantes.
En la década de los setenta, la casa exportadora cambió su denominación por la de Casa E. Escalante e Hijo, al incorporarse a los negocios Escalante Bates. En 1884, el padre se retira de los negocios a la edad de 80 años, quedando al frente de los negocios Escalante Bates y en 1893 incorpora a su hijo Nicolás Escalante Peón.

### Carrera Empresarial
A partir de 1884, Escalante Bates encabeza la Casa E. Escalante e Hijo, en ese entonces la casa exportadora más importante de la industria del henequén.

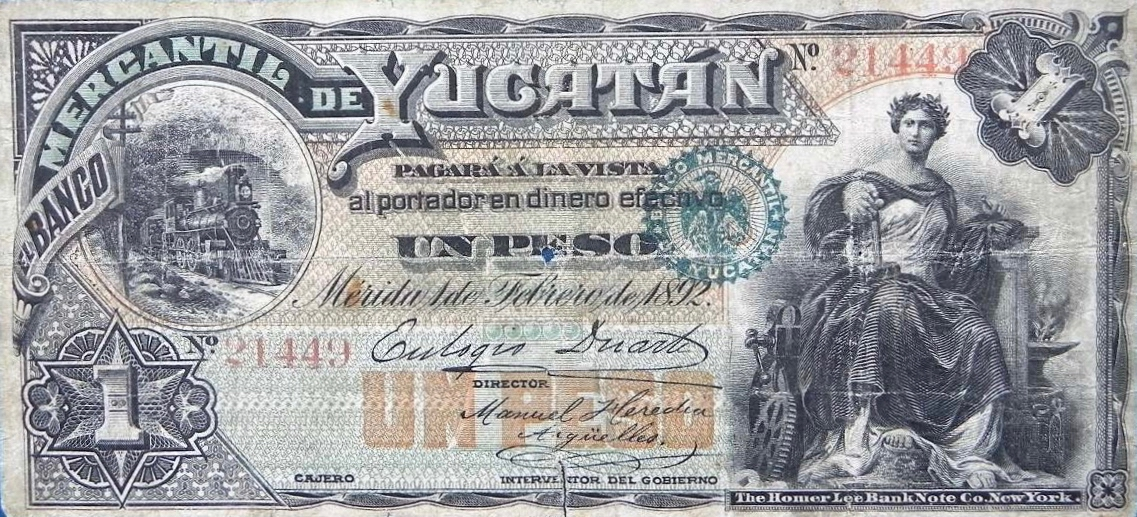
Billete emitido en 1892 por el Banco Mercantil de Yucatán

##### Banco Mercantil de Yucatán
En 1890, Escalante Bates impulsa la fundación del Banco Mercantil de Yucatán, S.A. que rápidamente se convirtió en “uno de los más importantes del país por la gran esfera de acción que alcanzan sus negocios.” El primer consejo de administración fue compuesto por varios capitalistas yucatecos incluyendo a Raymundo Cámara Luján, Joaquín A. Peón, Eulegio Duarte y Rafael Otero Dondé. El secretario del consejo de administración fue Escalante Bates y el gerente general del banco fue Roberto Casellas Rivas.
Similarmente a lo que pasaba con su casa exportadora, el Banco Mercantil de Yucatán recibió fuerte competencia del Banco Yucateco, S.A., entidad encabezada por Olegario Molina Solís. Ante el pánico financiero de 1907, una aguda crisis económica internacional, ambos bancos se vieron afectados a tal grado que sufrieron un proceso de fusión bajo la tutela de la Secretaría de Hacienda, constituyendo el Banco Peninsular Mexicano, S.A.

##### Ferrocarriles Unidos de Yucatán

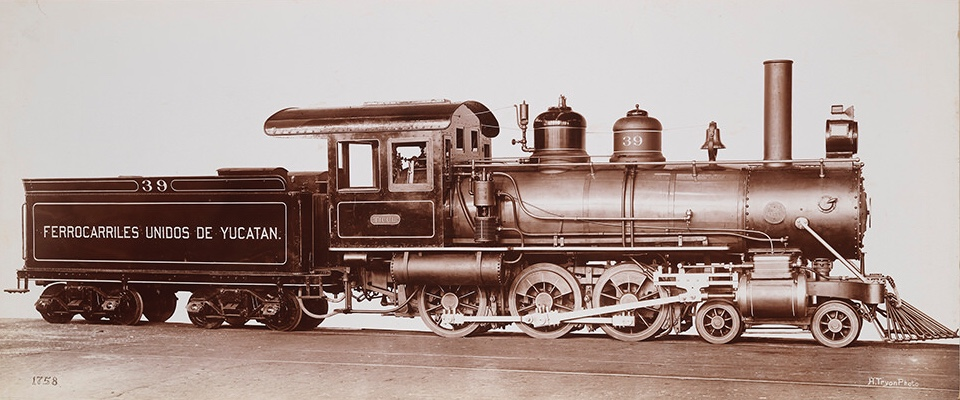
Locomotor de Ferrocarriles Unidos de Yucatán construido por Baldwin Locomotive Works (tipo 4-6-0)

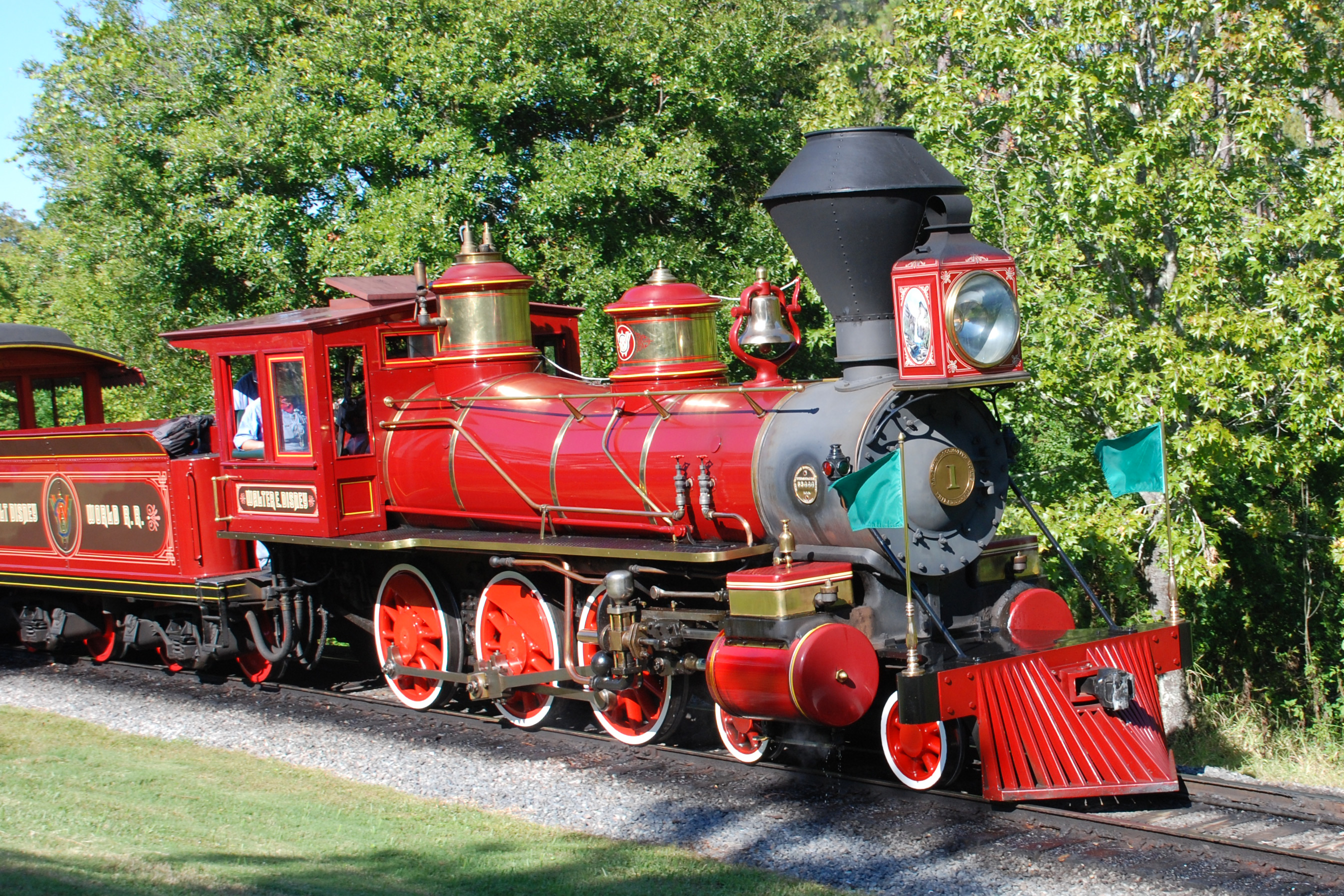
En 1969, algunas de las locomotoras de vapor de la compañía se vendieron a la Walt Disney Company y son la principal atracción del Walt Disney World Railroad en Florida.

En 1902, Francisco Cantón Rosado, gobernador del Estado por el partido conservador, se retira del poder al terminar su cuatrienio. El dictador Porfirio Díaz eligió a Olegario Molina Solís, un político liberal, como su sucesor. Se trataba de una coyuntura importante pues Molina Solís era el principal competidor de Escalante Bates. En los siguientes años, haría uso del poder político que tuvo como gobernador de Yucatán y, posteriormente, como secretario de Fomento, para intentar establecer un monopolio sobre la industria del henequén.
Al retirarse del poder el general Cantón Rosado, decidió también retirarse de las actividades empresariales que había llevado a cabo antes de acceder a la gubernatura. Esto puede deberse a que se encontraba en pugna con el gobierno federal encabezado por el general Díaz y temía que el clima político ya no fuera propicio para sus inversiones. En cualquier caso, con el financiamiento de José María Ponce Solís, el general Cantón había conseguido desde 1880 la concesión para construir y operar la primera vía férrea conectando a Mérida con Valladolid. A partir de ese momento, Cantón Rosado y Ponce Solís operaron una de las empresas ferroviarias más exitosas de la península. En 1902, decidieron vender esta empresa a un grupo de capitalistas encabezado por Escalante Bates; entre los inversionistas se encontraban conocidos empresarios yucatecos como Carlos Peón Machado, José Palomeque Solís y Pedro Peón Contreras.
En 1902, Escalante Bates fusionó la empresa ferroviaria de Cantón con otras dos para fundar Ferrocarriles Unidos de Yucatán. Aunque la mayor parte del capital lo había aportado la familia Escalante, le cedió la presidencia del consejo a su cuñado, el exgobernador Peón Machado. Mientras tanto, él ocupó la vicepresidencia del consejo y su hijo, Nicolás Escalante Peón, ocupó la gerencia general.
En los siguientes años, Escalante Bates y Escalante Peón jugarían un papel importante en el desarrollo de las vías ferroviarias que permitieron transportar el henequén hasta el Puerto de Progreso donde se embarcaba hacía el extranjero. Posteriormente, construyeron una red ferroviaria que conectaría toda la península. Ferrocarriles Unidos de Yucatán operaría continuamente desde 1902 hasta 1975 y sería responsable de conectar a la península yucateca con el resto de la República. En 1969, algunas de las locomotoras de vapor de la compañía se vendieron a la Walt Disney Company y son la principal atracción del Walt Disney World Railroad en Florida. En 1975, Ferrocarriles Unidos de Yucatán fue estatizada convirtiéndose en Ferrocarriles Unidos del Suroeste.
Cabe señalarse que los dos primeros gobernadores socialistas de Yucatán habían sido obreros en Ferrocarriles Unidos de Yucatán: Carlos Castro Morales fue maquínista mientras que Felipe Carrillo Puerto era conductor de trenes. Castro fue socio fundador de la Unión Obrera de Yucatán que fue disuelta por Agustín Vales Castillo en 1908. En 1911, participó en la primera huelga de carácter sindicalista en la región que paralizó los ferrocarriles estatales, pieza de infraestructura clave para la industria henequenera de Yucatán. La huelga fue duramente reprimida por el gobierno de Enrique Muñoz Aristeguí.

##### Compañía Agrícola del Cuyo y Anexas
En sociedad con Raymundo Cámara Luján, Agustín Vales Castillo y otros capitalistas minoritarios, Escalante Bates fundó la “Compañía Agrícola del Cuyo y Anexas, S.A.” La compañía llegó a emplear más de mil quinientos empleados y controlaba un latifundio de 2,627 km² en la zona noroeste de Yucatán que, según señala Rangel González, eran:
“ricos en palo de tinte, óptimos para el cultivo de caña, vainilla, tabaco, maíz o cereales, así como también, propicios para la cosecha de sal marina […] Entre las actividades productivas de la plantación podemos resaltar la explotación de recursos forestales (tintóreas, maderas preciosas para la ebanistería y duras para la construcción), así como la extracción de resinas (chicle), la obtención de sal marina, el cultivo de caña de azúcar, el desarrollo de sembradíos de tabaco, cacao, algodón, plátano y vainilla, esta última traída de Papantla, Veracruz. Asimismo, para el autoconsumo de sus habitantes, en los terrenos se produjo maíz, arroz, frijol y de todos los demás productos naturales disponibles en la mencionada finca […] El palo de tinte que exportó la Compañía fue demandado en los mercados europeos de la manufactura de textiles de Hamburgo, Le Havre y Liverpool. En cuanto al chicle, este producto tuvo como destino principal Nueva York, llevándose a cabo la comercialización de un promedio de 400 mil kg al año.”

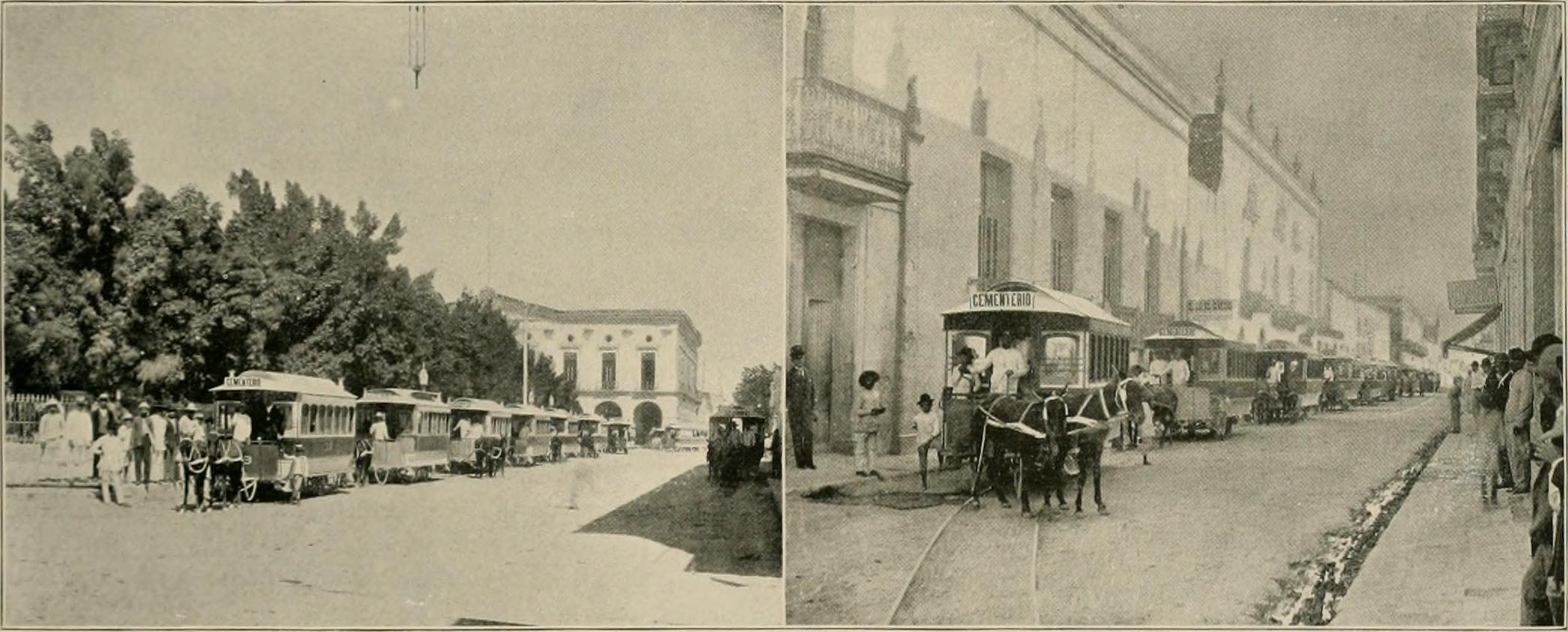
Se debe a la iniciativa de Escalante Bates la introducción del primer tranvía conectando la plaza principal de Mérida con la estación de ferrorarriles.

Como había sido el caso la exportación de henequén y en la industria de ferrocarriles, la empresa se enfrentó a fuerte competencia de los capitalistas Molinistas. Se trataba de la “Compañía Colonizadora de la Costa Oriental de Yucatán, S.A.” En esta última compañía se denotaron los intereses del grupo de los Científicos, un grupo de tecnócratas encabezados por José Yves Limantour, secretario de Hacienda y Crédito Público en el gabinete federal del general Díaz. La incursión de los Científicos en la economía de Yucatán “se denota como parte de las acciones para detener la expansión de los henequeneros yucatecos, aspecto que se reforzó con la erección del Territorio de Quintana Roo.”

#### Compañía de Tranvías de Mérida

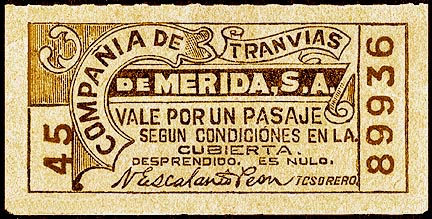
Boleto de la Compañía de Tranvías de Mérida

En sociedad con Manuel Dondé Cámara fundó la Compañía de Tranvías de Mérida, y con Joaquín A. Peón, Nicanor Ancona Cámara y otros, regentó una línea de vapores.

### El Colapso de la Casa Escalante

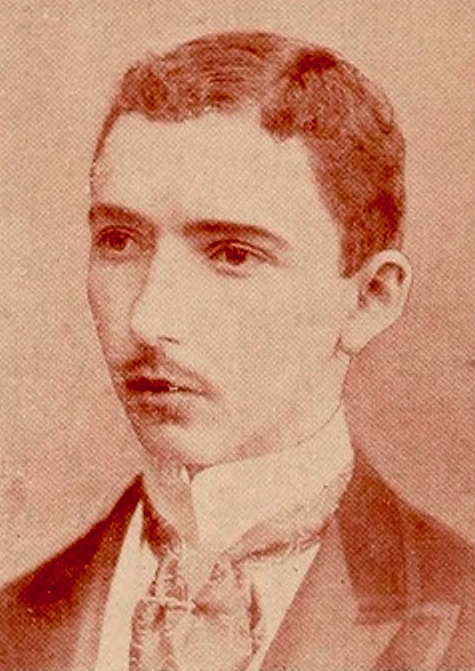
Retrato de Nicolás Escalante Peón, hijo primogénito de Escalante Bates.

En 1907, Estados Unidos sufrió una aguda crisis financiera cuando la Bolsa de Nueva York cayó cerca de un 51% respecto a su máximo del año anterior. El pánico financiero de 1907 tuvo consecuencias muy graves para la industria henequenera en Yucatán que de pronto vio frenadas las órdenes de sus principales socios comerciales en Norteamérica. Las casa exportadora de los Escalante rápidamente se vio en aprietos como narran Gilbert Joseph y Allen Wells:
“Los rumores del colapso de Eusebio Escalante e Hijo habían circulado en Mérida durante los primeros meses de 1907. La casa exportadora de los Escalante era la más vieja y aunque para entonces ya no dominaba la venta de henequén, sus inversiones en la economía yucateca aún eran considerables. Además de las oficinas comerciales en Mérida, la firma era propietaria de la Agencia Comercial, cuyas bodegas, muelles, gabarras y otros medios de transporte permitían a los Escalante mover la fibra desde las haciendas hasta los barcos de vapor. La Agencia […] era propietaria de una cartera importante de bienes raíces en el puerto de Progreso. Adicionalmente, Escalante e Hijo había invertido significativamente en Ferrocarriles Unidos, compañías de tranvía, bancos, propiedades urbanas y haciendas, una variedad de industrias de servicios y algunas empresas agricultoras al este de la península […] Escalante e Hijo era acreedor de varios hacendados: en algunos casos les proveía de créditos puente; en otros casos les proveía de hipotecas. Muchos empresarios e individuos acaudalados  habían invertido en la Casa Escalante incluyendo al exgobernador Carlos Peón Machado y al próspero comerciante, Pedro Peón Contreras. Thebaud Brothers, que habían financiado a los Escalante desde la década de los 1850s y habían contribuido en gran medida a la creación de la industria del henequén en Yucatán, tenían una cuente corriente con la casa exportadora en exceso de un millón de dólares de la época. Claramente, muchos tenían que perder por su asociación con este baluarte económico.”
La familia Escalante intentó conseguir el apoyo del gobierno federal para evitar la quiebra. Sin embargo, la presencia de Olegario Molina en el gabinete federal pudo haber jugado en su contra. La caída de la Casa Escalante favoreció los intereses de Molina y de su yerno y socio, Avelino Montes:
“En un intento desesperado pero inútil para evitar la bancarrota, Nicolás Escalante Peón viajó a la Ciudad de México en mayo y junio de 1907 para entrevistarse con los ministros Molina y Limantour. Lo que estaba en juego era más que solo la quiebra de una de las firmas henequeneras más importantes de la península […] El secretario Limantour acordó un rescate de los bancos yucatecos autorizando que el Banco Nacional de México extendiera un crédito de 10 millones de pesos de la época al Banco Yucateco y al Banco Mercantil […] Aunque el gobierno federal había intervenido para recatar a los bancos peninsulares durante la crisis financiera, no rescataron a la Casa Escalante. Nicolás Escalante Peón y algunos de sus acreedores luego llegarían a sugerir que Molina intencionalmente trabajó para subvertir cualquier arreglo financiero que pudiera rescatar a la Casa Escalante de la quiebra […] Como resultado directo de la quiebra de la Casa Escalante en julio de 1907, Avelino Montes S en C.  hundió a su principal rival, obtuvo control de Ferrocarriles Unidos de Yucatán y los bancos peninsulares y utilizaría su influencia para adquirir una nueva línea de barcos de vapor en 1908. Pocas veces en la historia se ha beneficiado tanto un negocio de la desgracia de otro. La caída de los Escalante aseguró el dominio de Molina sobre los sectores clave de la economía regional”.
Es menester señalar que el colapso de la Casa Escalante tuvo implicaciones internacionales:

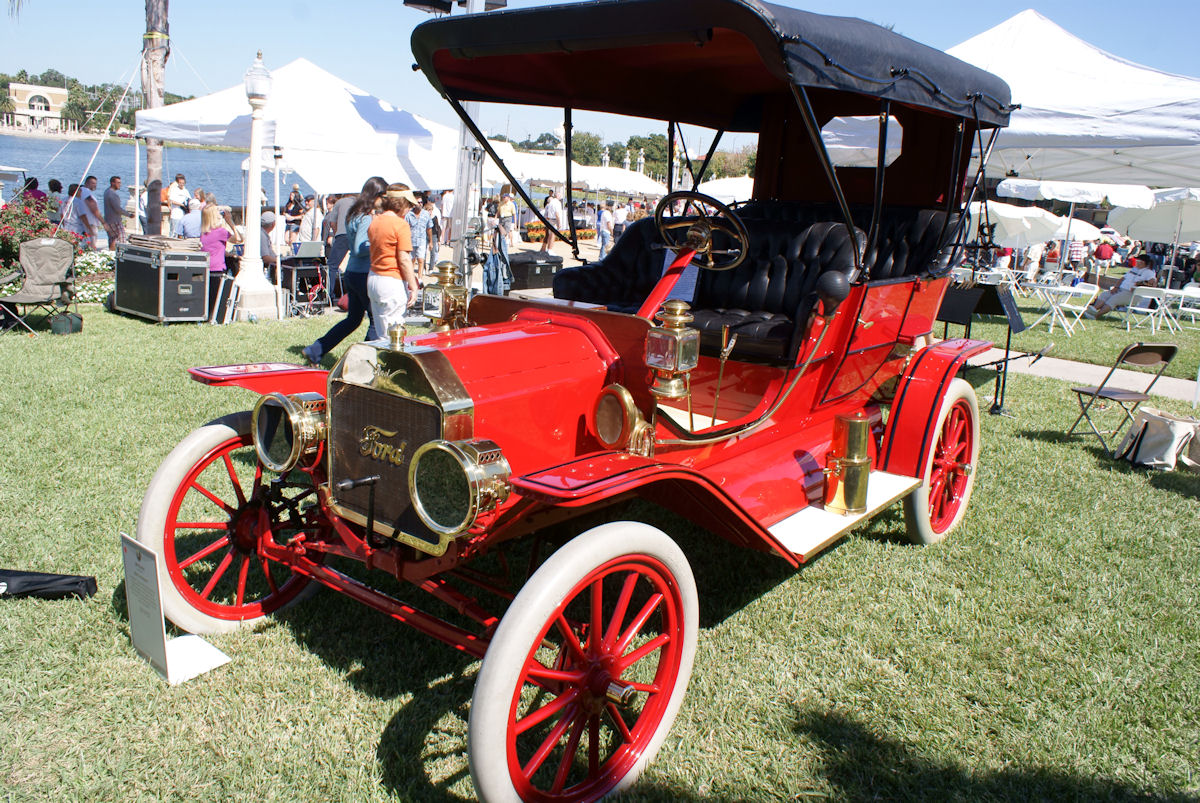
Cuando Henry Ford sacó el Model-T en 1908, Escalante Bates ordenó importar un vehículo desde Estados Unidos, convirtiéndose en el primer mexicano en ser propietario de un automóvil de gasolina.

“Cuando las noticias de la quiebra de los Escalante se hicieron públicas, círculos financieros en Mérida, la Ciudad de México, París y Nueva York se sacudieron. Hay amplía evidencia que sugiera que la quiebra de los Escalante condujo a una quiebra similar de Thebaud Brothers [el banco de inversión neoyorquino]. La quiebra tuvo repercusiones tan lejos como Francia, donde el Crédit Lyonnais, un banco que había invertido cantidades significativas en los bancos peninsulares cerró sus puertas en septiembre de 1907.”
Pese al quiebre de su imperio empresarial, los Escalante salieron relativamente ilesos de la debacle.
“Los mayores perdedores de la quiebra no serían los Escalante quienes, a la manera de muchas élites familiares, de alguna manera resucitaron de las cenizas de estas pérdidas financieras y recuperaron buena parte de su patrimonio. Aunque los jueces locales emitieron una orden de arresto en contra de Eusebio Escalante Bates y Nicolás Escalante Peón en 1909, un "funcionario del gobierno" de alto rango les advirtió a los dos sobre su inminente arresto dos meses antes de que se emitiera la orden. Estos avisos previos les dieron tiempo suficiente para huir a Nueva York […] los Escalante recibieron un juicio de amparo de los tribunales mexicanos y finalmente fueron exonerados de cualquier delito.”
Después de la quiebra de su casa exportadora, Escalante Bates se retiró de los negocios. No obstante, sus hijos, los Escalante Peón rápidamente se pusieron a trabajar para reconstruir el imperio comercial de la familia.
En su retiro, Escalante Bates se dedicó a coleccionar automóviles. Cuando Henry Ford sacó el Model-T en 1908, Escalante Bates ordenó importar un vehículo desde Estados Unidos, convirtiéndose en el primer mexicano en ser propietario de un automóvil de gasolina. Con los años, Escalante Bates ampliaría su colección, llegando a heredar una importante colección a su nieto Patricio Escalante Guerra.